# Паронихия
Парони́хия (др.-греч. παρωνυχία, от др.-греч. πᾰρά — возле, около и ὄνυξ (gen. sing. ὄνυχος) — ноготь), воспаление околоногтевого валика. Другое название парони́хия — околоногтевой панариций, синоним — парони́хий.

## Этиология и патогенез
Причинами, ведущими к развитию паронихия, могут стать:
- постоянная травматизация ногтевых валиков,
- длительное воздействие на них химических веществ,
- воздействие высокой температуры,
- в некоторых случаях носит характер профессионального заболевания.

Кроме того, встречается паронихия инфекционного генеза, которая в большинстве случаев является проявлением кандидамикоза:
- парони́хия кандидамикоти́ческая (лат. paronychia candidamycotica; синоним: болезнь кондитеров, паронихия кандидозная (лат. paronychia candidotica), паронихия микотическая (лат. paronychia mycotica)) — воспаление кутикулы ногтя, вызываемое паразитическим грибком лат. Candida albicans, характеризующееся слабо выраженным нагноением ногтевого валика и исчезновением эпонихия.
- парони́хия пиоко́кковая (лат. paronychia pyococcica; синоним: парони́хия нагнои́тельная лат. paronychia suppurativa) — гнойное заболевание ногтевой фаланги пальца, вызванное гноеродными кокками, которое характеризуется острым воспалением ногтевых валиков, появлением гнойного отделяемого и резкой болезненностью.
- парони́хия я́звенная (лат. paronychia ulcerosa) — течение воспалительного процесса характеризуется изъязвлением ногтевого валика.

Чаще всего паронихий развивается после неправильно сделанного маникюра. Воспалительный процесс развивается в коже ногтевого валика возле края ногтевой пластинки на фоне различных повреждений кожи (мелкие трещинки, заусенцы, микроскопические порезы) и локализуется в основном на ладонной поверхности, несмотря на то, что отёк более выражен на тыльной поверхности пальца. В результате анатомо-физиологических особенностей (повышенная плотность кожи на ладонной поверхности пальца и наличие соединительнотканных перемычек между поверхностными и глубокими слоями) отёчная жидкость распространяется по лимфатическим щелям с ладонной поверхности вглубь, а затем и на тыльную поверхность пальца. В случае околоногтевого панариция возможно полное поражение валика и подлежащей клетчатки, при этом отёк локализуется на значительной площади пальца.
У детей возбудителем заболевания чаще является стафилококк, иногда стрептококк.

## Диагностика

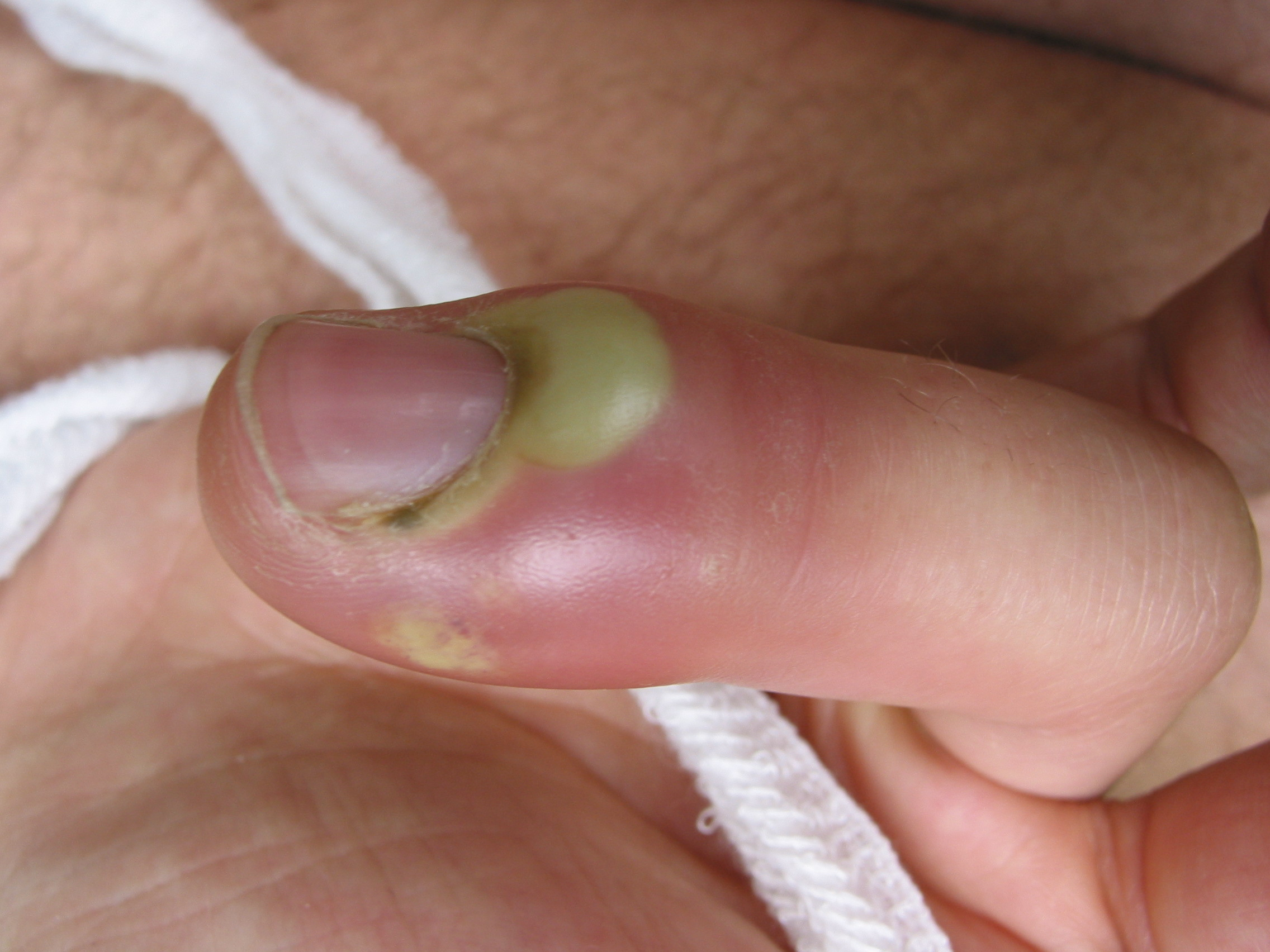
Паронихий — околоногтевой панариций.

Обычно диагностика данного заболевания не вызывает затруднений: клиническая картина паронихия характеризуется болезненностью и значительным отёком ногтевой фаланги пальца. Зачастую, особенно в случае осложнения гнойным процессом, боль носит пульсирующий характер. Точку наибольшей болезненности иногда трудно определить из-за значительного отёка — поиск осуществляют при помощи пуговчатого зонда, осторожно дотрагиваясь им до различных участков поражённой фаланги пальца. Чем более поверхностно локализуется воспалительный процесс, тем более выражена гиперемия.

## Лечение
Лечебная тактика зависит от стадии воспалительного процесса. На стадии инфильтрации и отёка применяют антибиотико-новокаиновую блокаду, компрессы. В случае развития гнойного процесса (при нагноении) применяют оперативное лечение: вскрывают очаг с последующим дренированием и назначением антибиотикотерапии.